# 龍口健太郎
龍口健太郎（たつぐちけんたろう、1993年4月26日 - ）は、日本のパフォーマー、アーティスト、イベントプロデューサー、ラジオパーソナリティー、リポーターである。
東京六大学応援団連盟の元連盟委員長で、平成28年の法政大学応援団出身。
日本で初めてプロ野球団から公式に依頼を受けたパフォーマーとして東北楽天ゴールデンイーグルスと年間応援契約を締結した。
2021年4月からFMヨコハマのラジオリポーターとして活動している。昭和の応援団出身の父親とハードロック好きの母親の影響をルーツに持ち伝統を重んじながらもアグレッシブなスタイルで現場を盛り上げる。

## 来歴
2006年日本大学豊山中学校に入学。
2009年法政大学第二高等学校に入学。
2012年法政大学社会学部に入学。法政大学応援団、東京六大学応援団連盟の委員長を歴任。
2017年大学卒業後、ゼネコン社員を経て、東北楽天ゴールデンイーグルスパフォーマーに就任。
2018年応援の楽しさと素晴らしさを、日本の応援文化を、日本全国・世界に伝えていくことを目的に、横浜市青葉区に青葉応援団を立ち上げ。
2019年令和の虎チャンネルに出演。株式会社令和応援団を立ち上げ、代表取締役に就任。
2021年4月Kiss & Ride (FMヨコハマ 月、火リポーター)
2023年10月 EBOSHI MORNING RADIO、エボラジFRIDAY茅ヶ崎FM レギュラーパーソナリティ

## 出展
- “龍口 健太郎さん | 日本で唯一の応援を事業とする会社｢（株）令和応援団｣を設立した | 鎌倉 | タウンニュース”. タウンニュース. (2020年3月13日)

- “｢応援動画でコロナ吹き飛ばす｣ 令和応援団がパフォーマンス配信 | 鎌倉 | タウンニュース”. タウンニュース. (2020年6月26日)

- “（魂の中小企業）事業は「応援」、寝ても覚めてもアナタを応援。株式会社「令和応援団」、起業！（前編）：朝日新聞デジタル”. 朝日新聞. (2020年6月16日)

- “（魂の中小企業）株式会社「令和応援団」、起業！（後編）：朝日新聞デジタル”. 朝日新聞. (2020年6月23日)
- 4月からFMヨコハマのランチタイムが変わる！！12:00からは新番組「Kiss & Ride」。エンターテイナーの2人が新しいお昼をお届けします！PR TIMES(2021年3月26日)
- 日本初の事業”本物の応援団が応援する会社”が男女混合バレーボールワールドカップ演出プロデューサーとして大会を盛り上げる PR TIMES(2020年2月16日)